# چیچیکاپاک
چیچیکاپاک (به اسپانیایی: Chichicapac) یک کوه در پرو است که در منطقه پونو واقع شده‌است. چیچیکاپاک ۵٬۶۱۴ متر بالاتر از سطح دریا واقع شده‌است.